# Kuiseb

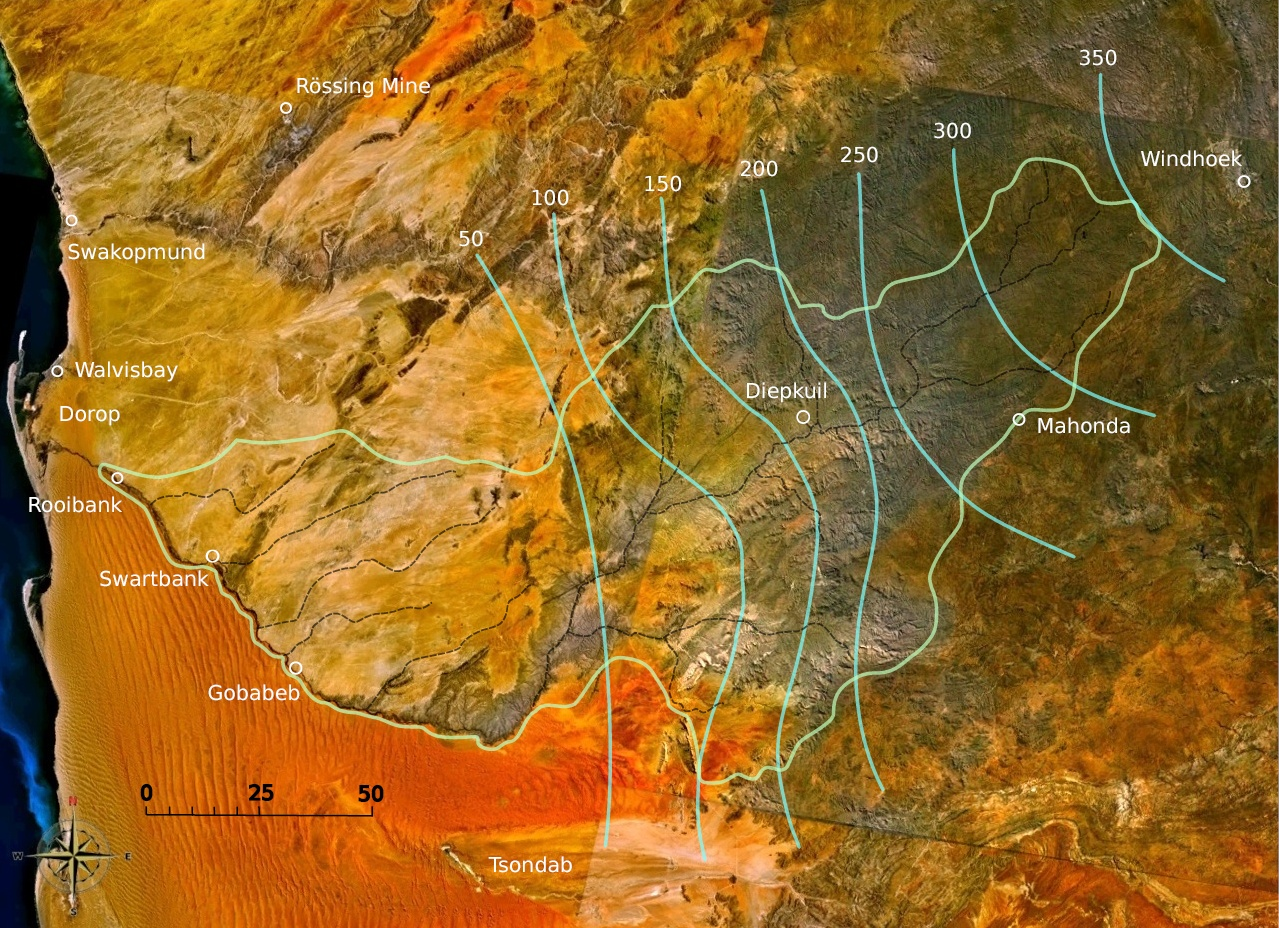
Einzugsgebiet des Kuiseb und durchschnittlicher jährlicher Niederschlag in mm

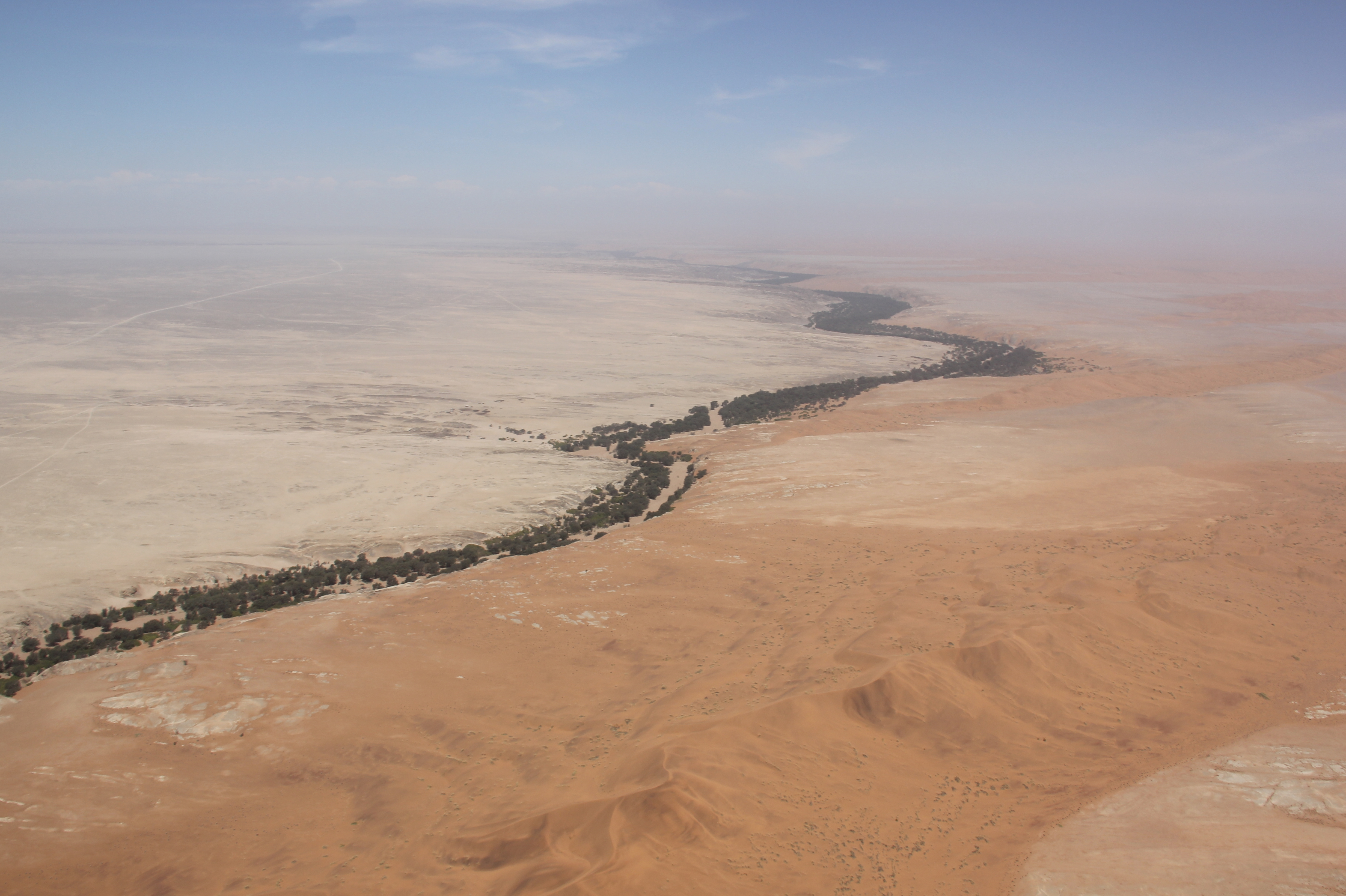
Das ausgetrocknete Flussbett

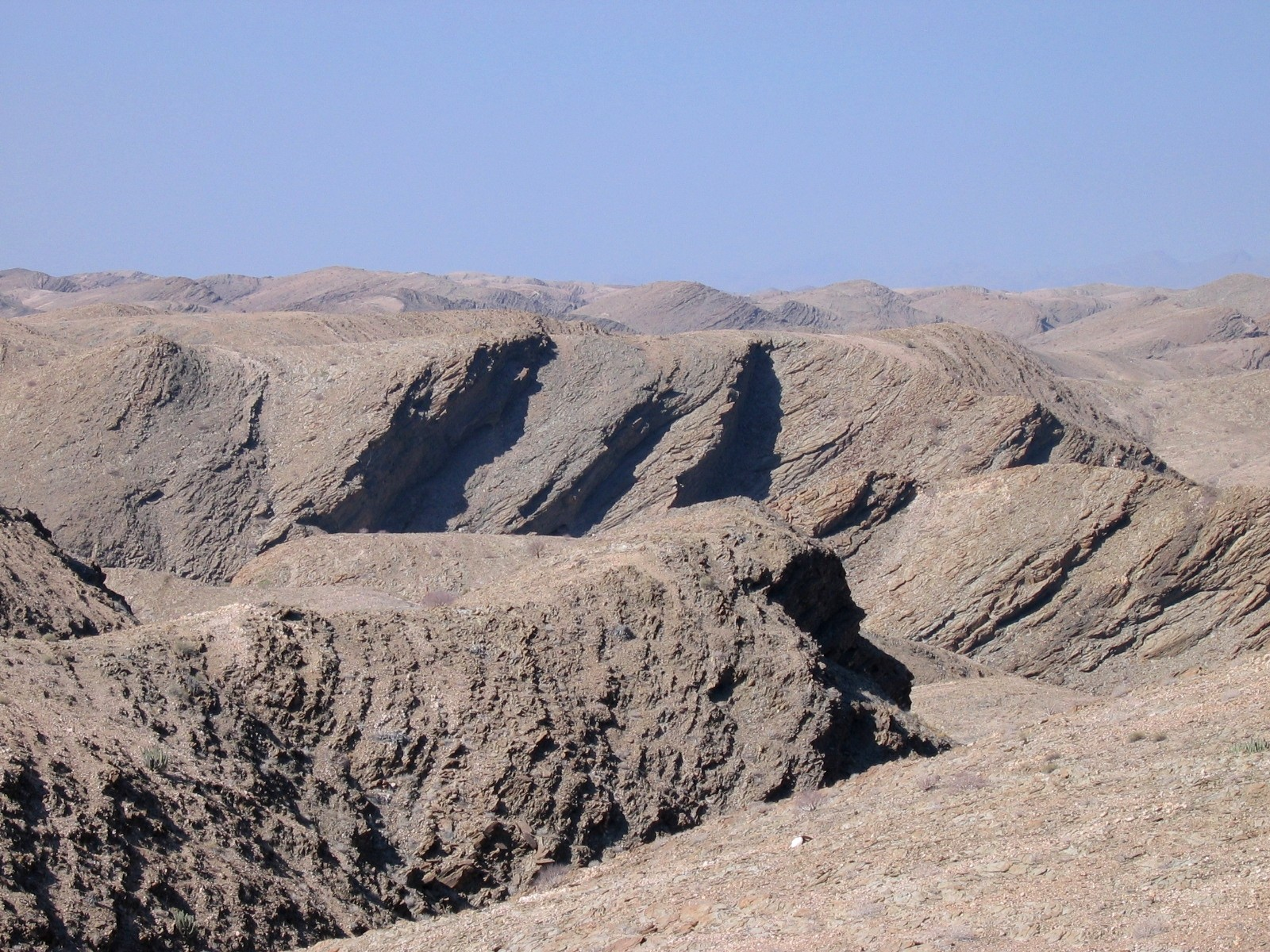
Kuiseb-Canyon

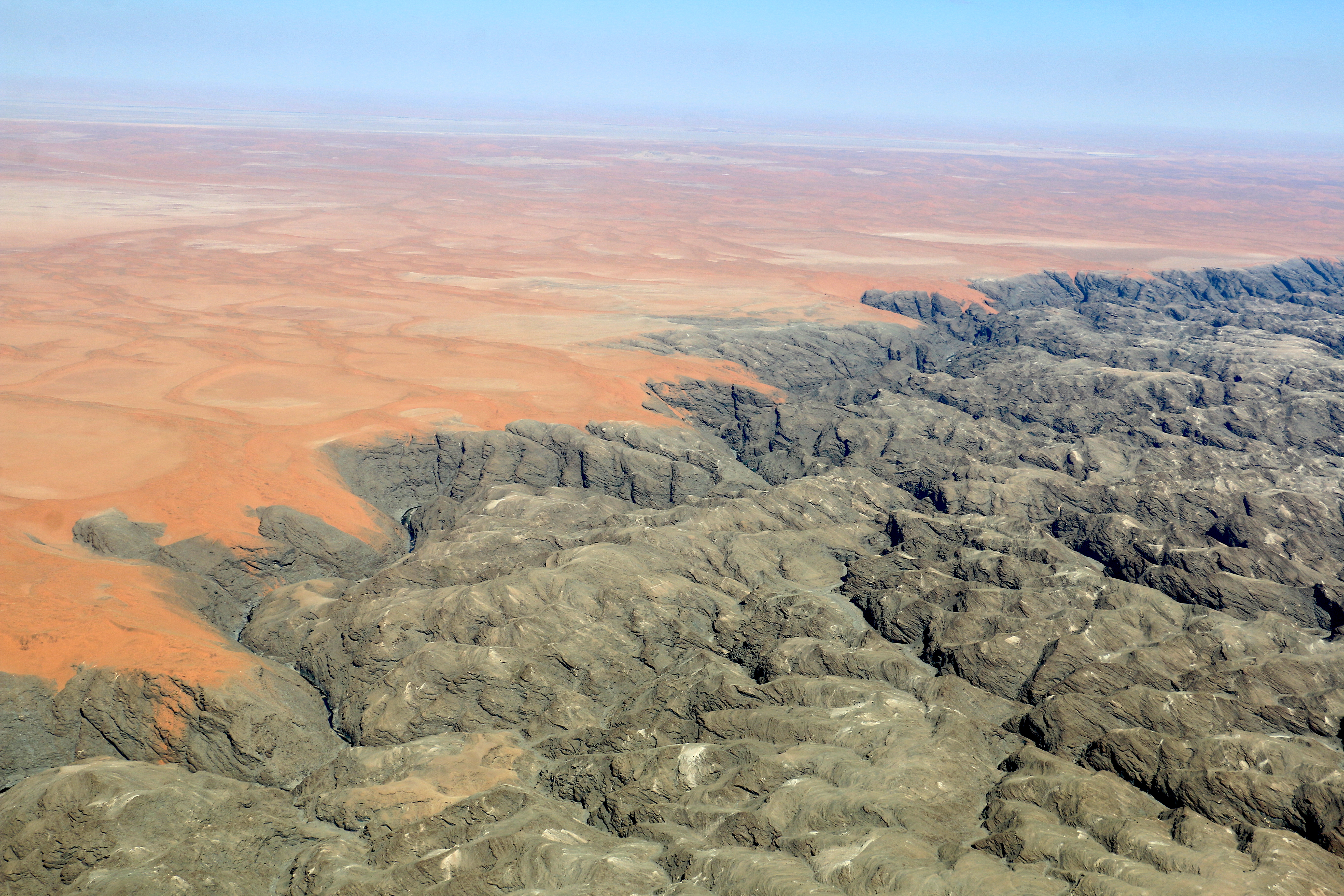
Kuiseb-Rivier aus der Vogelperspektive (2017)

Der Kuiseb ist eines der größten Riviere in Namibia. Er entspringt im Khomashochland westlich der Hauptstadt Windhoek, ist ungefähr 560 Kilometer lang und hat ein Einzugsgebiet von 16.693 Quadratkilometer, wovon jedoch nur 900 Quadratkilometer zur Abflussbildung beitragen. Er ist traditionelles Siedlungsgebiet der Topnaar, das einzige Volk, das dauerhaft im Namib-Naukluft-Park lebt.

## Geologie
Die dominierenden Gesteine im Khomashochland sind Schiefer und Quarzite. Von seiner Quelle im Hochland passiert der Kuiseb die Curt von François-Feste und verläuft in südwestlicher Richtung zum zwei bis vier Millionen Jahre alten Kuiseb-Canyon, welcher Teil der Hakosberge ist und im Schnitt 20 Meter breit und bis zu 200 Meter tief ist. Einige Kilometer nach Verlassen des Canyon am Kuiseb Pass ändert der Kuiseb seine Richtung und verläuft westlich durch die Wüste Namib und passiert unter anderem die Wüstenforschungsstation Gobabeb. Bis zu seiner zwischen Walvis Bay und Sandwichbucht gelegenen Mündung in den Südatlantik bildet er eine scharfe Trennlinie zwischen den südlich gelegenen orangen Dünen der Namib und dem beigen Sand und Gestein nördlich davon. Unterhalb von Gobabeb ist die Flutebene des Kuiseb bis zu 1000 Meter breit.

## Wasserhaushalt
Bei seinen Abgängen in regenreichen Jahren nimmt er den in sein Bett gewehten Sand mit Richtung Meer. Von 1837 bis 1977 hat er nur 14 mal den Atlantik erreicht (u. a. 1892, 1903, 1908, 1916, 1922, 1930, 1933, 1941, 1953, 1962). Im Durchschnitt gab es alle 10 Jahre so viel Regen, dass der Kuiseb in der Nähe von Walvis Bay ins Meer floss. Die Abflussereignisse im Kuiseb stehen in direkter Verbindung mit den Niederschlagsereignissen im Einzugsgebiet. Hier sind vor allem die Niederschlagsintensität und die Lage der Niederschlagsfelder entscheidend. Die Niederschläge können so genannte Schwallabflüsse auslösen, im Falle der Riviere als Abgang bezeichnet. Die Abflussereignisse werden vor allem im östlichen Teil des Einzugsgebietes gebildet und tragen zur Auffrischung der Grundwasserreserven bei. Diese Grundwässer sind für die Küstenregion in der Mitte Namibias äußerst wichtig, da die beiden großen Städte Walvis Bay und Swakopmund mit Wasser versorgt werden. Außerdem wird die Wasserversorgung der Rössing-Mine, die der dazugehörenden Stadt Arandis und weiterer Siedlungen der Region, aus dem Gebiet des Kuisebs bestritten.
Auf ungefähr 150 km zwischen Harubes und Rooibank wird eine dichte Waldvegetation durch den Kuiseb unterstützt. Diese Wälder, die nur entlang des unteren Kuiseb auftreten, sind eindeutig von den Flutereignissen und dem unterirdischen Wasserfluss im Alluvium abhängig. Das Trockental des Kuiseb wird als lineare Oase oder grüner Gürtel bezeichnet und stellt eine wichtige Wanderroute für Fauna und Flora dar. Unterhalb von Rooibank verschwindet die Baumvegetation fast vollständig aus dem Flusstal. Es gibt Berichte über einen Rückgang der Vegetation in den letzten Jahren, was auf den sinkenden Grundwasserspiegel, durch die intensive Grundwassernutzung am Unterlauf des Kuiseb, zurückgeführt wird. Zusätzlich kann aber auch die Überweidung durch Ziegen zum Rückgang der Vegetation beigetragen haben.

## Das Karpfenkliff
Von Walvis Bay führt die Hauptstraße C14 über den Kuiseb-Pass nach Solitaire und weiter nach Maltahöhe. In der Nähe des Passes im Kuiseb-Canyon befand sich das erste Versteck der beiden Geologen Hermann Korn und Henno Martin während ihrer Flucht im Zweiten Weltkrieg, auch bekannt als Henno Martin Shelter I oder Karpfenkliff. Der Name stammt daher, dass die beiden äußerst überrascht waren, in den Wasserkolken des ansonsten trockenen Canyons Karpfen zu finden und deswegen ihr Versteck danach benannten. Der Begriff Karpfenkliff fand später Eingang in die geologische Fachterminologie, wie Karpfenkliff-Fluvialphase oder Karpfenkliff-Konglomeration.